# PASSENGER (NICO Touches the Wallsのアルバム)
『PASSENGER』（パッセンジャー）は、日本のロックバンド、NICO Touches the Wallsのアルバム。2011年4月6日、キューンレコードより発売。

## 解説
- 前作から1年5ヶ月ぶりの3rdアルバム。
- 初回生産限定盤と通常盤の2形態で発売。初回盤はDVD付（収録内容は後述）。

## 収録曲

### CD
全作詞：光村龍哉
1. ロデオ (4:05)
（作曲：光村龍哉　編曲：NICO Touches the Walls, 岡野ハジメ）
大阪デザイナー専門学校CM曲
2. 妄想隊員A (4:19)
（作曲：光村龍哉　編曲：NICO Touches the Walls, 岡野ハジメ）
今作のリードトラック。PVも製作されている。
3. Diver (4:08)
（作曲：光村龍哉　編曲：NICO Touches the Walls, 岡野ハジメ）
8thシングル
テレビ東京系アニメ「NARUTO -ナルト- 疾風伝」オープニングテーマ
4. ページ1 (4:14)
（作曲：光村龍哉　編曲：NICO Touches the Walls, 野間康介）
5. 君だけ (5:49)
（作曲：光村龍哉　編曲：NICO Touches the Walls, 野間康介）
本作で発表される以前に、2006年のワンマンライブ『All, Always, Walls』にて披露されていた楽曲。
6. SURVIVE (4:21)
（作曲：光村龍哉　編曲：NICO Touches the Walls）
7. 容疑者 (5:08)
（作曲：光村龍哉　編曲：NICO Touches the Walls, 曽我淳一）
8. 友情讃歌 (4:14)
（作曲：光村龍哉　編曲：NICO Touches the Walls）
8thシングル「Diver」カップリング曲
9. マトリョーシカ (5:00)
（作曲：坂倉心悟　編曲：NICO Touches the Walls）
フジテレビ系アニメ ノイタミナ『C』オープニングテーマ
ベースの坂倉が初めて手がけた楽曲。NICO Touches the Wallsの楽曲で、光村以外のメンバーが作曲した曲が音源化されたのはこの曲が初めてである。
PVが制作されておりアニメの世界観をイメージした作りになっている。
10. サドンデスゲーム (5:29)
（作曲：光村龍哉　編曲：NICO Touches the Walls, 岡野ハジメ）
7thシングル
11. Passenger (7:24)
（作曲：光村龍哉　編曲：NICO Touches the Walls, 曽我淳一）

### 初回特典DVD
- Documentary of "PASSENGER" -Live, Photos&Monologues-

## 演奏
- 光村龍哉
  - Vocal, Guitar
  - Stylophone (#1)
  - Tambourine (#1.8)
  - Pulltab, Clap & Stomp (#6)
  - Chorus (#8.11)
- 古村大介
  - Guitar
  - Clap & Stomp (#6)
  - Chorus (#8.11)
- 坂倉心悟
  - Bass
  - Clap & Stomp (#6)
  - Chorus (#8.11)
- 対馬祥太郎
  - Drums
  - Tambourine (#4.9)
  - 神の声, Clap & Stomp (#6)
  - Chorus (#8.11)
- 岡野ハジメ
  - Kokeromin, Slipper, Voice (#1)
  - iPad, Shaker (#2)
  - Synthesizers (#3)
  - Stylophone (#3.10)
  - Keyboards (#10)
- 曽我淳一：Keyboards (#3.7.11)
- 野間康介
  - Keyboards (#4.5)
  - Piano (#5)
- いしわたり淳治：Sound & Word Produce (#9)